# Patronus
Expecto Patronum er en fiktiv beskyttelsesbesværgelse mod dementorer, der bliver anvendt i Harry Potter-serien. Som ses første gang i Harry Potter og fangen fra Azkaban

## Patronuser
Patronumbesværgelsen fremmaner en inkarnation, af kasterens inderste positive følelser, så som glæde, håb eller ønsket om at overleve, en sådan bliver kaldt for patronus. Patronusen kan ses som et skjold mod Dementorer og Lethifolder, og den kan endda drive dem væk.
Patronusen kan ikke føle fortvivlelse og frygt som et menneske kan, og derfor kan den bruges så effetivt mod Dementorer, som lever af menneskers frygt og angst.
En fremmanet Patronus er hvid og sølvfarvet, overjordisk og let gennemsigtig. En korrekt fremmanet patronus tager en kropslig animalisk form, som afspejler kasterens personlighed og karater. 
En patronus kan skifte form, ved en personlig tragedie eller ved kærlighed. Nymphadora Tonks bliver forelsket i Remus Lupus, det var dog Remus Lupus afvisning af Tonks, som var skyld i at hendes patronus skiftede form.

## Kommunikation
Medlemmerne af Fønixordenen, bruger patronusen som kommunikations metode, det bliver for eksempel brugt ved Bill og Fleur's bryllup i Harry Potter og Dødsregalierne

## Kendte Patronusser
| Heks/troldmand       | Patronusform         | Notater |
| -------------------- | -------------------- | --- |
| Harry Potter         | Kronhjort            | Harry's Patronus har form efter hans fars Animagus form. |
| Hermione Granger     | Odder                | Bekræftet ved Dumbledores Armé møde i Harry Potter og Fønixordenen, og igen Harry Potter og Dødsregalierne                                                                  |
| Ron Weasley          | Jack Russell Terrier | Bekræftet ved Dumbledores Armé møde i Harry Potter og Fønixordenen, film.                                                                                                   |
| Luna Lovegood        | Hare                 | Ses først i filmen Harry Potter og Fønixordenen og bekræftet i Harry Potter og Dødsregalierne                                                                               |
| Albus Dumbledore     | føniks               | Hans kæledyr, Fawkes, er en føniks, bekræftet i Harry Potter og Dødsregalierne                                                                                              |
| Aberforth Dumbledore | Ged                  | I Harry Potter og Dødsregalierne, Aberforth sender han patronus ud i Hogsmeade. Aberforth                                                                                   |
| Lily Potter          | Då                   | Bekræftet i Harry Potter og Dødsregalierne. |
| Severus Snape        | Då                   | Bekræftet i Harry Potter og Dødsregalierne. den tager form efter hans store kærligheds Lily Evans. Han brugte den til at hjælpe Harry med at finde Godric Gryffindor sværd. |
| Ginny Weasley        | Hest                 | Ses i filmen Harry Potter og Fønixordenen. |
| Dolora Nidkjær       | Kat                  | Bekræftet i Harry Potter og Dødsregalierne |
| Minerva McGonagall   | Stribet kat          | Bekræftet i Harry Potter og Dødsregalierne. I stil med hendes Animagus form                                                                                                 |
| Nymphadora Tonks     | Varulv/Brud          | Normalt Patronus er en Brud men i Harry Potter og Halvblodsprinsen skifter den til en Varulv, Tonks er forelsket i Remus Lupus, som er en Varulv                            |
| Arthur Weasley       | væsel                | Bekræftet i Harry Potter og Dødsregalierne. |
| Kingo Sjækelbolt     | Los                  | Bekræftet i Harry Potter og Dødsregalierne |
| Seamus Finnigan      | Ræv                  | Bekræftet i Harry Potter og Dødsregalierne |
| Cho Chang            | Svane                | Bekræftet ved Dumbledores Armé møde i Harry Potter og Fønixordenen |
| Ernie MacMillan      | Vildsvin             | Bekræftet i Harry Potter og Dødsregalierne. |